# Opper-Lausitzs voetbalkampioenschap 1912/13
In 1912/13 werd het derde Opper-Lausitzs voetbalkampioenschap gespeeld, dat georganiseerd werd door de Zuidoost-Duitse voetbalbond. 
Er werden twee competities gespeeld, de competitie in Hirschberg werd niet voltooid. SC Preußen 1906 Görlitz werd kampioen van de Gau Görlitz en plaatste zich voor de Zuidoost-Duitse eindronde. Ze werden uitgeloot tegen FC Askania Forst, maar omdat ze slechts met zes spelers aantraden werd de wedstrijd niet gespeeld en ging Forst naar de volgende ronde. 

## 1. Klasse

### Gau Görlitz
| Plaats | Club                  | Wed. | W | G | V | Saldo | Ptn  |
| ------ | --------------------- | ---- | - | - | - | ----- | ---- |
| 1.     | SC Preußen 06 Görlitz | 6    | 5 | 1 | 0 |       | 11:1 |
| 2.     | SC Germania Görlitz   | 6    | 3 | 1 | 2 |       | 7:4  |
| 3.     | SC Merkur Görlitz     | 6    | 2 | 2 | 2 |       | 6:6  |
| 4.     | FC Union Görlitz      | 6    | 0 | 0 | 6 |       | 0:12 |

|  | Kampioen, geplaatst voor Zuidoost-Duitse eindronde |

### Gau Hirschberg
| Plaats | Club               | Wed. | W | G | V | Saldo | Ptn |
| ------ | ------------------ | ---- | - | - | - | ----- | --- |
| 1.     | SC Germania Halbau | 2    | 2 | 0 | 0 |       | 4:0 |
| 2.     | Hirschberger FC    | 2    | 1 | 0 | 1 |       | 2:2 |
| 3.     | Warmbrunner FC     | 2    | 0 | 0 | 2 |       | 0:4 |
| 4.     | FC Schloss Halbau  | 2    | 0 | 0 | 2 |       | 0:4 |

|  | Kampioen |